# Walter Pajón
Walter Héctor Pajón (Rojas, Provincia de Buenos Aires, 7 de septiembre de 1963) es un exfutbolista argentino que se destacó jugando como volante ofensivo. Realizó su carrera deportiva en clubes de Argentina y Chile.

## Historia
Inteligente y talentoso, sus inicios futbolísticos fueron en las categorías menores de Tigre. Luego de sus seis temporadas en el club entre 1983 y 1988, es recordado actualmente como uno de los grandes emblemas durante la década de 1980, junto a Edgardo Paruzzo, Ortega Sanchez, Walter Fiori, Sergio García y Rolando Chaparro. También jugaría en el fútbol argentino para Defensa y Justicia y San Lorenzo de Almagro.
En 1990 cruza la Cordillera de los Andes y firma en Deportes Concepción de la Primera División de Chile. Con el conjunto penquista ganan la Liguilla Pre Libertadores obteniendo la clasificación al máximo torneo continental por primera vez en la historia del club.
Luego juega en Fernández Vial y Coquimbo Unido, antes de firmar por Palestino por tres temporadas de 1994 a 1996, en lo que sería su último club como jugador.

## Trayectoria
| Club                   | País      | Período   |
| ---------------------- | --------- | --------- |
| Tigre                  | Argentina | 1983-1988 |
| Defensa y Justicia     | Argentina | 1988-1989 |
| San Lorenzo de Almagro | Argentina | 1989-1990 |
| Deportes Concepción    | Chile     | 1990      |
| Fernández Vial         | Chile     | 1991      |
| Deportes Concepción    | Chile     | 1992      |
| Coquimbo Unido         | Chile     | 1993      |
| Palestino              | Chile     | 1994-1996 |

## Palmarés

### Campeonatos nacionales
| Éxitos                    | Club                | País      | Año  |
| ------------------------- | ------------------- | --------- | ---- |
| Ascenso al Nacional B     | Tigre               | Argentina | 1986 |
| Liguilla Pre Libertadores | Deportes Concepción | Chile     | 1990 |